# Wheel of Time
Wheel of Time (abbreviato anche in "WoT") è un videogioco di tipo sparatutto in prima persona fantasy per personal computer ambientato nell'universo de La Ruota del Tempo. Uscito nel 1999, è stato realizzato utilizzando il motore grafico Unreal Engine dalla Epic Games.

## Trama
La trama è ambientata molti anni prima della saga originale di Robert Jordan. Il giocatore veste i panni di una Aes Sedai di nome Elayna, appartenente alla Ajah Marrone, che è l'aiutante dell'Amyrlin. Elayna tuttavia non è in grado di incanalare e può solo usare l'Unico Potere in misura stabilita degli artefatti chiamati Ter'Angreal. Una notte un uomo misterioso (uno hound) giunge alla Torre Bianca dove risiede Elayna uccidendo molti degli abitanti prima di andarsene avendo solo in parte adempiuto la propria missione.
L'uomo, infatti, è un emissario di Ishamael, il più potente e astuto tra i luogotenenti di Shai Tan, i cosiddetti Forsaken, incaricato dal suo padrone di recuperare uno dei sigilli che tengono serrata la prigione in cui l'Oscuro innominabile è rinchiuso, e che si supponeva nascosto nella roccaforte di Tar Valon, sede della sorellanza delle Aes Sedai.
In effetti l'uomo non trova il sigillo, ma porta via ugualmente del materiale di valore inestimabile per la Torre, tra cui molti Ter'Angreal, ed è per questo che Elayna viene incaricata di gettarsi al suo inseguimento, in un'avventura disperata e pericolosa che porterà la nostra eroina a conoscere il male antico della città di Shadar Logoth, le fosche macchinazioni della Ajah Nera delle sorelle traditrici, la società segreta interna alle Aes Sedai devota a Shai Tan, fino alle pendici della montagna di Shayol Ghul, dove l'Oscuro Signore è rinchiuso.